# Бейтулаи, Эгзон
Эгзон Бейтулаи (макед. Егзон Бејтулаи, алб. Egzon Bejtullai; родился 7 января 1994 года в Тетово, Македония) — северомакедонский футболист албанского происхождения, защитник сборной Северной Македонии.

## Клубная карьера
Бейтулаи — воспитанник клуба «Тетекс». 30 июля 2011 года в матче против «Металлурга» он дебютировал в чемпионате Македонии. В 2013 году Эгзон помог «Тетексу» завоевать Кубок Македонии. Летом того же года Бейтулаи подписал контракт с клубом «Шкендия». 11 августа в матче против «Брегалницы» он дебютировал за новую команду. 19 ноября 2017 года в поединке против «Скопье» Эгзон забил свой первый гол за «Шкендию». В составе клуба он дважды выиграл чемпионат и завоевал национальный кубок.
В начале 2020 года Бейтулаи перешёл в шведский «Хельсингборг».

## Международная карьера
В 2017 году в составе молодёжной сборной Северной Македонии Белатулаи принял участие в молодёжном чемпионате Европы в Польше. На турнире он сыграл в матчах против команд Испании и Португалии.
6 сентября 2018 года в матче Лиги наций 2018/19 против сборной Гибралтара Бейтулаи дебютировал за сборную Македонии.

## Достижения
Командные
 «Тетекс»
- Обладатель Кубка Македонии: 2012/13

 «Шкендия»
- Чемпион Македонии (2): 2017/18, 2018/19
- Обладатель Кубка Македонии (2): 2015/16, 2017/18